# O confesiune
O confesiune este o lucrare filozofică scurtă cu întrebări de religie a scriitorului rus Lev Tolstoi, distribuită pentru prima oară în Rusia în 1882. Conține notițe autobiografice despre dezvoltarea concepțiilor religioase ale scriitorului și arată căutarea răspunsului la întrebările profunde de tipul Care este sensul vieții?.